# Polygala blakeana
Polygala blakeana är en jungfrulinsväxtart som beskrevs av Julian Alfred Steyermark. Polygala blakeana ingår i släktet jungfrulinssläktet, och familjen jungfrulinsväxter. Inga underarter finns listade i Catalogue of Life.